# Dorfkirche Rödigsdorf

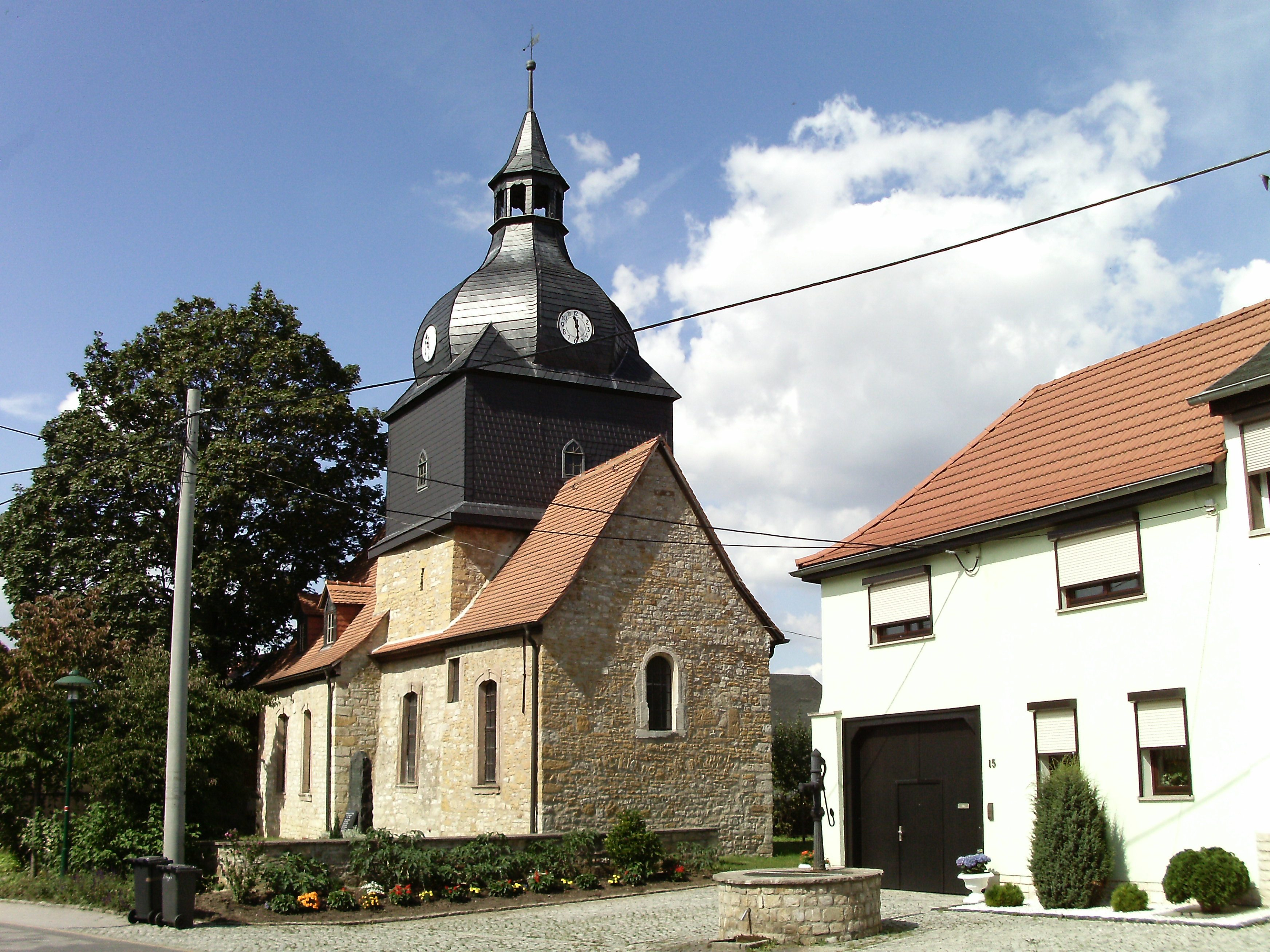
Die Kirche

Die evangelische Dorfkirche Rödigsdorf steht im Ortsteil Oberroßla/Rödigsdorf der Stadt Apolda im Landkreis Weimarer Land in Thüringen.

## Lage
Die Dorfkirche liegt zentral in der Dorfschaft Rödigsdorf.

## Geschichte und Architektur
An den wuchtigen querrechteckigen Kirchturm, der durch Strebepfeiler von außen gestützt ist, ist auf einer Seite ein schmales Langhaus (mit der Jahreszahl 1620) und auf der anderen ein gotischer Chor mit hohem Satteldach und flachem Ostabschluss angebaut. Das Schiefergeschoss trägt eine achtseitige Schweifhaube mit Laterne und kleinem Spitzhelm.
Ab 1900 wurde das Dach neu eingedeckt. Es erfolgte auch eine aufwändige Sanierung des Turmes. Im Mai 2004 konnte die Kirche bereits wieder eingeweiht werden. 2009 wurde, weitgehend in Eigenarbeit, das Tonnengewölbe saniert.

## Ausstattung
Das Kircheninnere ist barock ausgestattet. Wegen Baufälligkeit wurde nur das feste Inventar belassen. Der Kanzelaltar ist mit Blätter- und Fruchtwerk und großen Figuren bekleidet. Die Figuren sind Johannes der Täufer mit Kelch und Mose mit Tafeln. Die Orgel mit Putten wurden zerstört.